# ААБл
ААБл — алюмінієвий кабель з ізоляцією із просоченого паперу, бронею із двох сталевих пластин в алюмінієвій оболонці.

## Призначення
Призначений для прокладки в землі з малим і середнім рівнем корозійної активності, на відкритому повітрі. Застосовуються для розподілу електроенергії в електричних мережах напругою 6кВ або 10кВ і частотою 50 Гц. Кабель призначений для горизонтальних і похилих трас.